# Auto-hemoterapia
Auto-hemoterapia é uma prática terapêutica "isoterápica'' que consiste na extração de sangue venoso de uma pessoa, e a sua injeção na mesma pessoa, por via intramuscular. A auto-hemoterapia, também conhecida como injeção de sangue autólogo, compreende certos tipos de hemoterapia usando o próprio sangue da pessoa ( auto- +  hemo- + terapia). Existem vários tipos, os originais pertencentes apenas à medicina tradicional, medicina alternativa ou charlatanismo, e alguns tipos mais recentes sob investigação. A forma original e não científica é a imediata injeção intramuscular ou subcutânea do próprio sangue recém coletado. Foi usada no início do século XX, quando alguns médicos acreditavam que tinha eficácia e mecanismo lógico de ação, todavia foi abandonada mais tarde. O avanço da ciência deixou claro que faltava lhes evidências seguras.
As outras formas envolvem alguma mudança no sangue antes de ser novamente injetado, tipicamente oxigenação, ozonização (auto-hemoterapia ozonizada), exposição à luz ultravioleta, ou centrifugação. As formas incluem plasma rico em plaquetas (PRP) e soro autólogo condicionado(ACS).
É possível que a auto-hemoterapia ozonizada, ou UV, possa ter eficácia e efetividade real em doenças autoimunes, uma vez que eles são imunomoduladores de alguma forma (por exemplo, interferindo com os desarranjados autoanticorpos); mas esse mecanismo de ação, se existe, ainda não é bem entendido, e também é improvável que quaisquer mudanças moleculares que o ozônio e o UV causem atuam especificamente apenas nas moléculas alvo desejadas, o que significa que os riscos envolvidos são altos.
A técnica é condenada oficialmente pelo Conselho Federal de Medicina (CFM) do Brasil desde 2007, e pelo Conselho Federal de Enfermagem do Brasil desde 2009, que alertam ainda para os possíveis riscos à saúde dos pacientes. A Agência Nacional de Vigilância Sanitária (ANVISA) também considera que a técnica é potencialmente perigosa e que não existem pesquisas que comprovem sua eficácia. Em fevereiro de 2015 o CFM emitiu nota reforçando que a auto-hemoterapia não tem eficácia comprovada e que os médicos são proibidos de praticá-la.

## História
O uso de auto-hemoterapia em dermatologia foi popular no início do século XX, mas foi abandonado por dermatologistas convencionais devido à falta de evidência da sua eficácia. Um ressurgimento de interesse na década de 2000 levou a diversas investigações avaliando o uso de auto-hemoterapia como um tratamento para condições dermatológicas específicas, tais como urticária e eczema. Uma revisão desses estudos concluiu que a auto-hemoterapia segura seja apenas um pouco mais eficaz do que a injeção de solução salina (terapia intravenosa).

## Sociedade e cultura
Uma aplicação dermatológica franca de auto-hemoterapia, coloquialmente chamada de "vampiro facial", chamou a atenção do público em 2013, quando uma postagem no Instagram da celebridade Kim Kardashian West retratou seu "rosto encharcado de sangue" durante a administração do procedimento. Kardashian West mais tarde afirmou que se arrependeu de passar pelo procedimento doloroso. O procedimento "vampiro facial" envolve uma combinação de terapia com indução de colágeno e micro agulhamento, seguido de aplicação tópica de plasma rico em plaquetas derivado da centrifugação do próprio sangue do indivíduo em vários hemoderivados e autólogos. Os defensores alegam que o plasma rico em plaquetas autólogo aplicado subcutâneo na pele da face pode melhorar sua saúde, estimulando o crescimento de células da pele e a produção de colágeno. Entretanto, o tratamento não está incluído na medicina convencional, porque não existem evidências científicas para os benefícios alegados, de acordo com estudos clínicos.
Os efeitos colaterais do tratamento podem incluir: vermelhidão, inchaço, nódoas negras, sensibilidade, formigueiro, dormência, inchaço ou/e sensação de pressão ou plenitude nos locais de injeção. Segundo os fornecedores, as pessoas se recuperam em dois dias, com relatos externos de pacientes cuja recuperação levou uma semana ou mais, apresentando sarna e outros problemas. Preocupações de segurança mais sérias foram citadas para esses tratamentos, quando estes tratamentos são realizados em ambientes não médicos, sem boas condições de higiene, ou/e por pessoas sem treinamento em controle de infecção. O Departamento de Saúde do Novo México emitiu um comunicado em que consta que pelo menos uma dessas ofertas de vampiro facial "poderia espalhar infecções transmitidas pelo sangue, como HIV, hepatite B e hepatite C para os clientes.” Em contraste, o chamado "enchimento de vampiro" é realizado através de plaqueta autóloga usada como preenchimento dérmico no método da matriz de fibrina rica em plaquetas para cirurgia cosmética; geralmente não é descrita como auto-hemoterapia, e as máquinas aprovadas pela FDA só são aprovadas para uso por cirurgiões licenciados.

## A técnica
A técnica consiste na prévia extração de sangue venoso do paciente com o alegado propósito terapêutico, seguida da sua injeção intramuscular (que pode ser no músculo do glúteo, coxa ou deltoide) na mesma pessoa, o que — segundo advertem oficialmente as autoridades sanitárias e a comunidade médico científica — pode ocasionar abscessos na pele, dores, edemas, hematomas, infecções, além de evoluir para quadros clínicos mais severos, como a coagulação intravascular disseminada, sangramento generalizado, entre outros efeitos.
O Parecer do Conselho Federal de Medicina (CFM), relativamente à auto-hemoterapia, afirma que de acordo com o que se depreende da literatura, esta técnica compreende vários procedimentos distintos, dentre deles a readministração do sangue estocado do próprio paciente. Outras modalidades de auto-hemoterapia descritas na literatura consultada são:
- Auto-hemoterapia "clássica" - Sangue retirado da veia e administrado no músculo, sem qualquer adição de substâncias ou tratamento com radiação.
- Auto-hemoterapia ocular (subconjuntival) - Administração subconjuntival de sangue retirado da veia do próprio paciente para tratamento de queimaduras, manchas e doenças com implicações dermatológicas.
- Tampão sanguíneo peridural - Sangue retirado da veia e administrado por via peridural.
- Auto-hemoterapia com sangue submetido à ação de certos agentes - Sangue retirado da veia e submetido à ozonização ou à irradiação UV, administrado por via intramuscular, intravenosa ou por infiltração.

O Parecer do Conselho Federal de Enfermagem (Cofen), cita que nenhuma diretriz nacional ou internacional inclui a auto-hemoterapia como recurso terapêutico e, por conseguinte, não há estudos confiáveis e com força de evidência científica elevada que indiquem a auto-hemoterapia como um procedimento efetivo e seguro, conforme já havia sido apontado no Parecer Técnico da Câmara Técnica de Pesquisa do Cofen em 2009. Esta Câmara Técnica reforça que, em decorrência da persistência de escassez de evidências científicas e/ou trabalhos identificados que comprovem a eficácia e segurança da auto-hemoterapia, reitera o posicionamento do Conselho Federal de Enfermagem (Cofen), exposto na Resolução Cofen 346/2009. Assim, vale ressaltar que de acordo com a Resolução Cofen 346/2009, os profissionais de enfermagem são proibidos de realizar a auto-hemoterapia.

## Perigos, críticas e ilegalidade
Os que defendem a auto-hemoterapia dizem que a técnica aumenta a produção de macrófagos, aumentando também o funcionamento do sistema imunitário do organismo e eliminando as bactérias, os vírus, as células cancerosas (neoplásicas) e a fibrina, que é uma proteína fibrosa envolvida na coagulação de sangramentos. A razão pela qual ocorre um aumento de produção de macrófagos pela medula óssea é porque o sangue no músculo funciona como um corpo estranho, que é rejeitado pelo Sistema reticuloendetelial (SRE). Enquanto há sangue no músculo, o Sistema reticuloendetelial mantém-se ativado. Essa ativação máxima tem um período de 5 dias. A taxa normal de macrófagos é de 5% no sangue e, com a auto-hemoterapia (peridural), aumenta para 22% ao longo de 5 dias. Do quinto para o sétimo dia, a taxa diminui, voltando aos 5%. Por isso recomenda-se que a aplicação seja repetida de 7 em 7 dias. Segundo o médico Luiz Moura, o uso da auto-hemoterapia resulta num estímulo imunológico poderosíssimo.
A auto-hemoterapia é um assunto controverso. O argumento utilizado por vários defensores da prática baseia-se em relatos de pessoas que garantem que ficaram curadas, graças ao uso da auto-hemoterapia, enquanto que os críticos apontam para a inexistência de estudos que demonstrem a sua eficácia e segurança. Até os próprios defensores do método reconhecem a falta de respaldo científico do método.
Segundo a legislação brasileira, apenas o médico especialista em hematologia ou hemoterapia (ou o profissional devidamente reconhecido para este fim pelo Sistema de Saúde) pode responsabilizar-se por procedimentos hemoterapêuticos. O Conselho Federal de Medicina proíbe aos médicos brasileiros a utilização de outras práticas terapêuticas não reconhecidas por essa comunidade científica, como é presentemente o caso da auto-hemoterapia ("a auto-hemoterapia não foi submetida a testes genuínos, não foi corroborada, e nada há, além de indícios, casos isolados narrados com dramaticidade, que pouco se prestam a provar coisa alguma perante a ciência de modo que ampare o seu valor, sendo o seu uso atual em seres humanos uma aventura irresponsável"), que, assim, não pode ser considerada um tratamento médico no Brasil. A Agência Nacional de Vigilância Sanitária (ANVISA), o Conselho Regional de Medicina do Estado de São Paulo e a Faculdade de Medicina da Universidade de São Paulo (FMUSP) consideram que a auto-hemoterapia apresenta riscos à saúde. Outras autoridades de saúde, preocupadas com a expansão de teorias falaciosas sobre o procedimento e a tratamentos fora do ambiente de pesquisa, também proíbem a prática da auto-hemoterapia, como o Conselho Federal de Enfermagem, o Conselho Federal de Biomedicina, o Conselho Regional de Farmácia do Estado de São Paulo e outros órgãos, como a Agência Nacional de Vigilância Sanitária.
Considera-se que auto-hemoterapia é um tipo de transfusão sanguínea autóloga (para si próprio), e assim, como qualquer outra transfusão, traz em si um risco, seja imediato ou tardio, pelo que deve ser criteriosa e competentemente indicada. A ausência de indicações comprovadas é parte do motivo pelo qual, no Brasil, a Agência Nacional de Vigilância Sanitária (ANVISA) considera o uso da auto-hemoterapia uma infração sanitária e, em consequência, sujeita os envolvidos (ativa ou passivamente) às penalidades previstas na lei. Apesar disto, muitos médicos utilizam estas técnicas, como o plasma rico em plaquetas (PRP).
Por outro lado, alguns dos defensores da auto-hemoterapia afirmam que, por trás do seu não reconhecimento, estariam interesses prejudicados da indústria farmacêutica, já que o tratamento com a auto-hemoterapia dispensaria o uso de diversos medicamentos, argumento esse que, para as autoridades e especialistas, tem sido considerado apenas como mais uma expressão de teoria da conspiração do que da realidade. A classe médica também é prejudicada com o mesmo pensamento, já que alguns alegam corporativismo, pois por ser uma ação simples e eficaz, eles perderiam potenciais fontes de renda, o que é desmentido frente às diversas classes profissionais da área da saúde que se mostram contra a prática. No caso de médicos, enfermeiros, farmacêuticos, e outros técnicos na área da saúde praticarem esse tipo de procedimento ilegalmente, os sujeitos devem ser denunciados aos órgãos responsáveis, como ANVISA e CFM.
O Jornal do Conselho Federal de Medicina nº 168 traz "Nota de esclarecimento" afirmando que "Em face de falha na redação do artigo 'Auto-hemoterapia não tem eficácia comprovada' no Jornal Medicina (XXII, 167, DEZ/2007, p.11), esclarecemos que o procedimento terapêutico denominado 'tampão sanguíneo peridural' é cientificamente amparado por relevante literatura médica e remetemos o leitor ao texto que trata dessa matéria no Parecer CFM 12/07." Trata-se da permissão do uso desse tipo de auto-hemoterapia pelos anestesiologistas. Da mesma forma que é usada e permitida atualmente a auto-hemoterapia na forma de plasma rico em plaquetas.
Em vista da proibição do uso da auto-hemoterapia, os seus usuários invocam a Declaração de Helsinque que, nos seus Princípios, trata de Intervenções não comprovadas na prática clínica da Associação Médica Mundial; afirma que: “No tratamento de um determinado paciente, onde intervenções comprovadas não existem ou outras intervenções conhecidas se mostraram inefetivas, o médico, depois de buscar conselho especializado, com o consentimento informado do paciente ou de representante legalmente autorizado, pode usar uma intervenção não comprovada se em seu julgamento ela oferece esperança de salvar a vida, restabelecer a saúde ou aliviar o sofrimento. Esta intervenção deve, em seguida, tornar-se objeto de pesquisa desenhada para avaliar sua segurança e eficácia. Em todos os casos, a nova informação deve ser registrada e, quando apropriado, tornada disponível publicamente".

## Investigação
A auto-hemoterapia passou a ser defendida mais fortemente em 2004, quando o Dr. Luiz Moura publicou um artigo intitulado “Auto-hemoterapia” no qual explica o funcionamento da técnica, faz um histórico e apresenta informações sobre a sua ação terapêutica. O artigo cita o trabalho da pesquisa científica realizada pelo médico Jessé Teixeira - Complicações Pulmonares Pós-Operatórias Autohemotransfusão e texto produzido pelo médico Ricardo Veronese sobre o tema - Imunoterapia: O impacto médico do século. É mostrado também que a auto-hemoterapia foi tema de tese de doutorado em 1924, “A auto-hemoterapia nas dermatoses”, realizada pelo Dr. Alberto Carlos David na Universidade do Porto.
Há uma confusão no Brasil sobre esses estudos, já que ainda que o estudo de Jessé Teixeira mostrasse benefício da técnica irrefutavelmente, o qual não acontece na realidade, teria apenas como objetivo tratar complicações pulmonares pós-operatórias exclusivamente. O estudo de Ricardo Veronese, trata sobre a modulação do sistema imunológico através de determinadas substâncias, sem mencionar o uso da auto-hemoterapia. Não se sabe exatamente quem iniciou a divulgação de que a auto-hemoterapia é eficaz para vários problemas de saúde diferentes e díspares. O CFM respalda que por não ser pseudocientífico, essa terapia pode ser testada e fundamentada por trabalhos disponíveis na base de dados Pubmed do NIH (National Health Institute), considerada a maior base de dados médicos do mundo. Contudo, poucos estudos apresentam o rigor científico necessário para comprovar a eficácia do método e muito menos para indicação clínica.
A comunidade médica aguarda que médicos apoiadores da prática realizem pesquisas seguindo métodos controlados, aleatórios e duplo-cegos que demonstrem sua eficácia. Por ser um método terapêutico simples, pesquisas podem ser realizadas com baixo orçamento e complexidade, o que a torna fácil de ser pesquisada. Desde que foi criada até o momento, entretanto, não foi possível comprovar sua eficácia e não há embasamento científico e sanitário para seu uso.

## Discussão
Os tratamentos alternativos e baratos que existem por todo o mundo, têm sido atrativos principalmente para a população brasileira, por suas peculiaridades socioculturais. Assim, o indivíduo tem a oportunidade de recorrer a tratamentos dos mais diversos, sensibilizados por sofrimento de um problema de saúde difícil e custoso de ser curado ou amenizado. Um erro comum é considerar que se uma terapia tem eficácia igual ao placebo, ela não tem eficácia.
Nos diversos estudos científicos que utilizam placebos, existe uma razão razoável de bons resultados no grupo utilizando placebo, por mais que não se explique o motivo exato. Se extrapolarmos a ideia de que estudos recentes refutam a eficácia de terapias como auto-hemoterapia e homeopatia frente ao placebo, então podemos considerar que algumas pessoas são beneficiadas dentro do ambiente de estudo, seja pelas terapias ou placebo. Entretanto, a equivalência ao placebo não lhe permite ser reconhecida e indicada formalmente como tratamento eficaz.
Infelizmente, diversas complicações podem decorrer das diversas terapias que existem, desde lesões simples até a morte. A ansiedade pela busca de tratamento é suficiente para que as pessoas busquem práticas alternativas; ou o contrário, quando o tratamento não procede adequadamente e como esperado, as pessoas buscam outras práticas, ou procedem de alguma forma contra o praticante da prática duvidosa, na qual confiaram.
As investigações mostraram que a causa de morte não tinha relação direta com a auto-hemoterapia, conclusão esta do Departamento Médico-Legal, conforme perícia das folhas 232 a 238. Desde 21 de janeiro de 2009, esta decisão foi prolatada, ou seja, não devia constar como argumento nesse verbete.